# لوئیس لوپس (بازیکن فوتبال، زاده ۱۹۵۱)
لوئیس لوپس (اسپانیایی: Luis López‎؛ زادهٔ ۲۰ ژوئن ۱۹۵۱) بازیکن فوتبال اهل گواتمالا بود.
وی همچنین در تیم ملی فوتبال گواتمالا بازی کرده است.